# روني هيلمان
روني هيلمان (بالإنجليزية: Ronnie Hillman)‏ هو لاعب كرة قدم أمريكية أمريكي، ولد في 14 سبتمبر 1991 في لونغ بيتش في الولايات المتحدة.

## وصلات خارجية
- روني هيلمان على موقع مرجع كرة القدم المحترفة.كوم (الإنجليزية)